# Wilson, North Carolina
Wilson är en stad i den amerikanska delstaten North Carolina med en yta av 60,7 km² och en folkmängd som uppgår till 49 167 invånare (2010). Wilson är administrativ huvudort i Wilson County. Både staden och countyt har fått sina namn efter militären och politikern Louis Dicken Wilson. Om Wilsons namn beslutades det i samband med grundandet den 29 januari 1849 och countyt namngavs den 13 februari 1855.

## Kända personer från Wilson
- G.K. Butterfield, politiker
- William Hesmer, fotbollsspelare
- Jim Hunt, politiker